# Alex Powell
Alex Powell (né le 18 septembre 2007) est un pilote automobile jamaïcain et américain, qui a récemment participé au championnat du Moyen-Orient de Formule 4  pour R-ace GP. Il est un membre de l'équipe Mercedes Junior depuis 2019.

## Carrière

### Karting
Powell a commencé à participer aux championnats de karting à l'âge de 8 ans. Après avoir participé à plusieurs championnats aux États-Unis , il s'est rendu en Europe et a commencé à courir en Italie dans la catégorie 60 Mini. Il a remporté la WSK Final Cup, la South Garda Winter Cup, le Trofeo Andrea Margutti et les Champions du futur. Il a obtenu le titre de vice-champion du championnat d'Europe CIK-FIA Karting 2022 dans la catégorie OK. Un an plus tard, il s'est classé troisième dans le même championnat.

### Formule 4

#### 2023

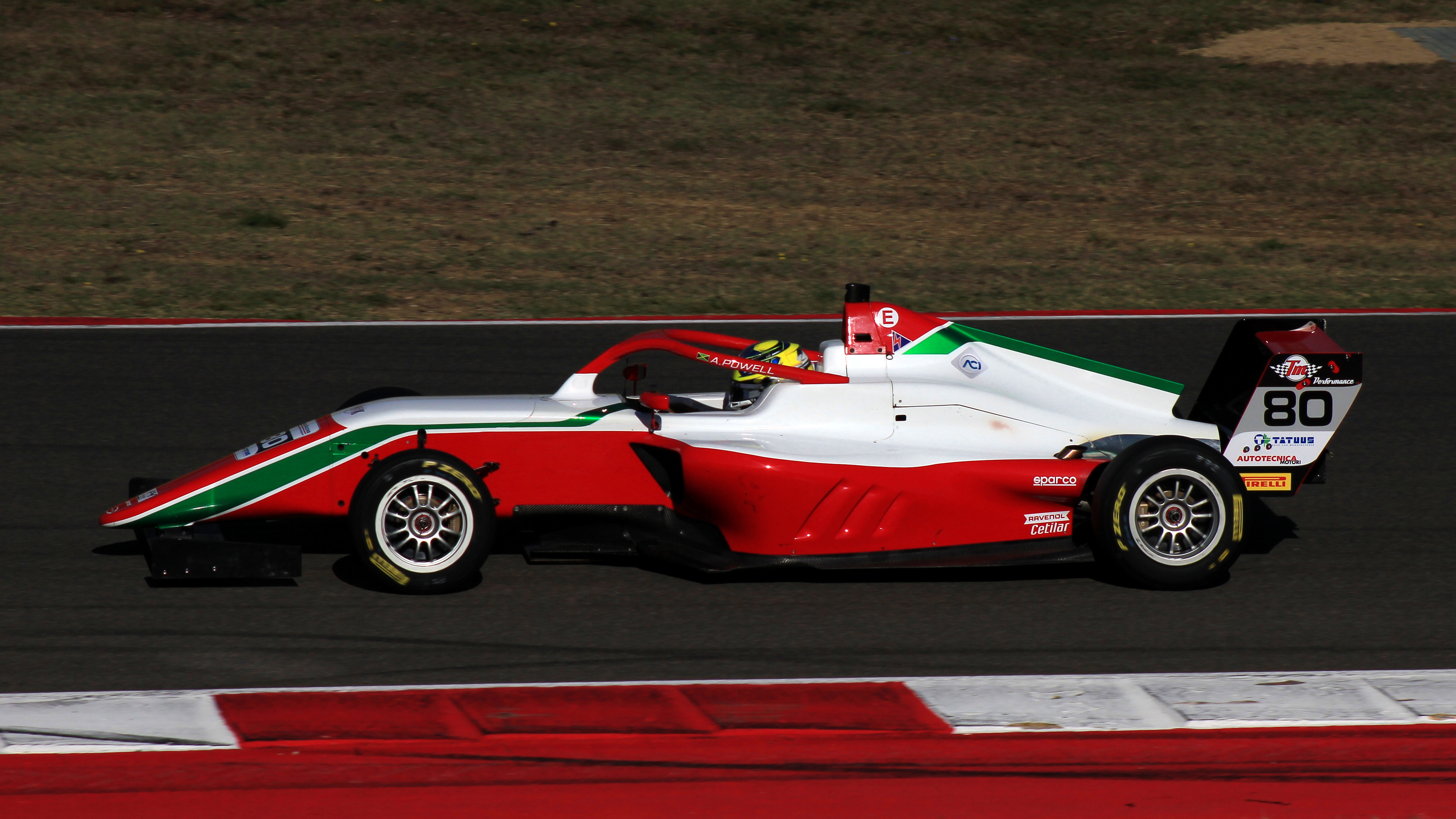
Alex Powell en Formule 4 italienne en 2023 au Mugello.

En 2023, Powell a fait ses débuts en monoplace, en participant avec Prema à la sixième manche du championnat d'Italie de Formule 4 au Mugello, mais il n'a pas réussi à marquer de points. Lors de la manche suivante au circuit de Vallelunga, la finale de la saison, il a terminé 10e dans la troisième course et a finalement terminé 24e au classement. Il a également participé à la manche du Formule 4 UAE Trophy.

#### 2024

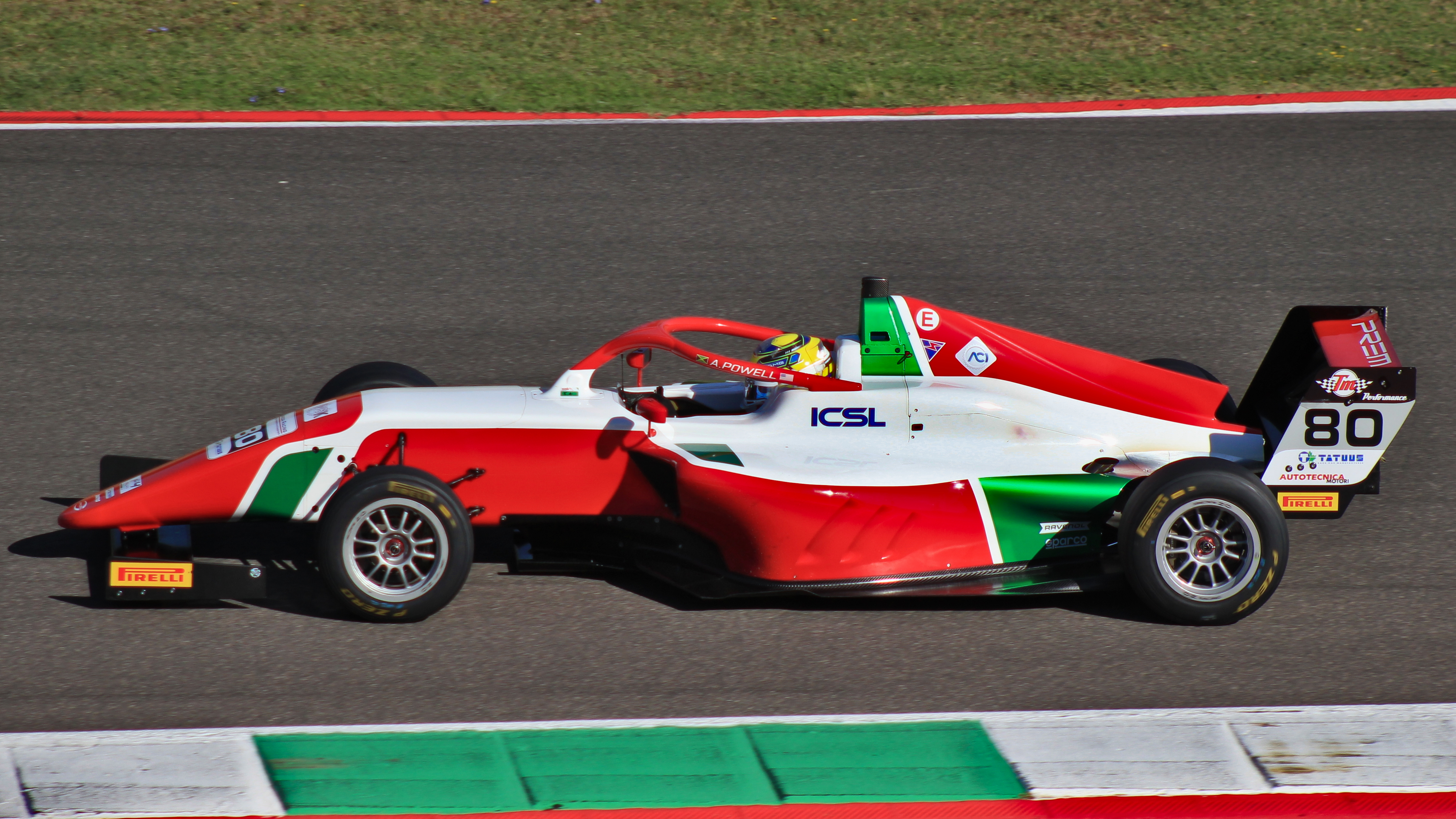
Alex Powell en Formule 4 italienne en 2024 au Mugello.

Pendant la pré-saison, Powell a également participé au championnat des Émirats arabes unis de Formule 4  2024 pour Mumbai Falcons. Il a remporté sa première victoire en monoplace à l'autodrome de Dubaï lors de la deuxième course. En montant trois autres fois sur le podium, Powell a terminé sixième du championnat.
Le jamaïcain est resté avec Prema Racing pour courir dans la F4 italienne pour sa première saison complète en monoplace. Il a commencé la saison en terminant trois fois deuxième, toutes courses confondues, à Misano. Avant de glaner sa première pole positionj à Vallelunga.Ce week-end-là, il obtient deux deuxièmes places, mais ne monte plus sur le podium jusqu'à la finale de la saison à Monza,. Bien qu'il n'ait pas gagné pendant la campagne, il a terminé cinquième du championnat avec 176 points et six podiums, et a été couronné champion des débutants. En Euro 4 avec Prema, il a remporté une victoire lors d'une première course désordonnée à Monza, ce qui lui a permis de se classer neuvième au classement.

#### 2025
Pendant la pré-saison, l'originaire de Miami a rejoint R-ace GP pour participer au championnat du Moyen-Orient de Formule 4. Pour la course inaugural du championnat, il se classe à la vingt-septième position. Pour la deuxième course, il franchit la ligne en quatrième position, derrière Emanuele Oliveri. Il obtient son premier podium avec une troisième position, lors de la deuxième course de la deuxième manche, derrière Reno Francot. Il a terminé le championnat du Moyen-Orient à la deuxième place avec 283 points, 9 podiums et 5 victoires.

### Formule 1
En 2019, Powell a été annoncé par l'équipe de Formule 1 Mercedes-AMG Petronas comme membre de l'équipe Mercedes Junior.

## Résultats en Karting

### Sommaire des résultats en Karting
| Saison    | Championnat                                           | Ecurie           | Position |
| --------- | ----------------------------------------------------- | ---------------- | -------- |
| 2016      | SKUSA Pro Tour — Micro Swift                          |                  | 6e       |
| 2016      | SKUSA SuperNationals — Micro Swift                    |                  | 14e      |
| 2017      | SKUSA Pro Tour — Micro Swift                          |                  | 14e      |
| 2017      | SKUSA Pro Tour — Mini Swift                           |                  | 14e      |
| 2017      | SKUSA SuperNationals — Mini Swift                     |                  | 16e      |
| 2017      | Florida Winter Tour — Micro Max                       |                  | 4e       |
| 2017      | Florida Winter Tour — Micro ROK                       |                  | 3e       |
| 2018      | SKUSA Pro Tour — Mini Swift                           |                  | 17e      |
| 2018      | Florida Winter Tour — Mini ROK                        |                  | 3e       |
| 2018      | ROK Cup International Final — Mini ROK                | Energy Corse     | 2e       |
| 2018      | SKUSA SuperNationals — Mini Swift                     |                  | 3e       |
| 2018      | SKUSA Winter Series — Mini Swift                      |                  | 9e       |
| 2018      | WSK Final Cup — OKJ                                   | Energy Corse     | 1er      |
| 2019      | Italian Championship — 60 Mini                        | Energy Corse     | 3e       |
| 2019      | Trofeo Andrea Margutti — 60 Mini                      | Energy Corse     | 5e       |
| 2019      | WSK Champions Cup — 60 Mini                           | Energy Corse     | 9e       |
| 2019      | South Garda Winter Cup — Mini ROK                     | Energy Corse     | 1er      |
| 2019      | WSK Super Master Series — 60 Mini                     | Energy Corse     | 3e       |
| 2019      | WSK Euro Series — 60 Mini                             | Energy Corse     | 5e       |
| 2019      | ROK Cup Superfinal — Mini ROK                         |                  | 1er      |
| 2020      | Trofeo Andrea Margutti — 60 Mini                      | KidiX srl        | 1er      |
| 2020      | Rotax Max Challenge International Trophy — Junior Max |                  | 10te     |
| 2020      | WSK Champions Cup — OKJ                               | Energy Corse     | 32e      |
| 2020      | South Garda Winter Cup — OKJ                          | Energy Corse     | 30e      |
| 2020      | WSK Super Master Series — OKJ                         | Energy Corse     | NC       |
| 2020      | WSK Euro Series — OKJ                                 | KR Motorsport    | 17e      |
| 2020      | CIK-FIA Academy Trophy                                |                  | 7e       |
| 2020      | WSK Open Cup — OKJ                                    | KR Motorsport    | 8e       |
| 2020      | Florida Winter Tour — Junior ROK                      | AKT Racing       | 15e      |
| 2021      | WSK Champions Cup — OKJ                               | KR Motorsport    | 14e      |
| 2021      | WSK Super Master Series — OKJ                         | KR Motorsport    | 3e       |
| 2021      | WSK Euro Series — OKJ                                 | KR Motorsport    | 2e       |
| 2021      | Champions of the Future — OKJ                         | KR Motorsport    | 11e      |
| 2021      | German Championship — OKJ                             | SP Motorsport    | 14e      |
| 2021      | CIK-FIA European Championship — OKJ                   | KR Motorsport    | 4e       |
| 2021      | WSK Open Cup — OKJ                                    | KR Motorsport    | 7e       |
| 2021      | WSK Final Cup — OKJ                                   | KR Motorsport    | 3e       |
| 2021      | SKUSA SuperNationals — KA100 Senior                   | Parolin USA      | NC       |
| 2021      | SKUSA SuperNationals — X30 Senior                     | Parolin USA      | 15e      |
| 2022      | Trofeo Invernal Ayrton Senna — KZ2                    | King Racing Team | 3e       |
| 2022      | Winter Series — OK                                    | KR Motorsport    | 18e      |
| 2022      | WSK Super Master Series — OKJ                         | KR Motorsport    | 10e      |
| 2022      | WSK Euro Series — OK                                  | KR Motorsport    | 8e       |
| 2022      | Champions of the Future — OK                          | KR Motorsport    | 5e       |
| 2022      | CIK-FIA European Championship — OK                    | KR Motorsport    | 2e       |
| 2022      | CIK-FIA World Championship — OK                       | KR Motorsport    | 12e      |
| 2022      | WSK Open Cup — OK                                     | KR Motorsport    | 4e       |
| 2022      | WSK Final Cup — OK                                    | KR Motorsport    | 7e       |
| 2023      | South Garda Winter Cup — KZ2                          | Prema Racing     | 24e      |
| 2023      | WSK Super Master Series — KZ2                         | Prema Racing     | 47e      |
| 2023      | WSK Euro Series — OK                                  | Prema Racing     | 9e       |
| 2023      | Champions of the Future — OK                          | Prema Racing     | 1er      |
| 2023      | CIK-FIA European Championship — KZ2                   | Prema Racing     | 5e       |
| 2023      | CIK-FIA European Championship — OK                    | Prema Racing     | 3e       |
| 2023      | CIK-FIA World Cup — KZ2                               | Prema Racing     | 2e       |
| 2023      | CIK-FIA World Championship — OK                       | Prema Racing     | DNF      |
| 2023      | WSK Open Series — KZ2                                 | Prema Racing     | 8e       |
| Sources,: |                                                       |                  |          |

## Résultats en carrière

### Résultats en monoplace
| Saison | Championnat                                      | Écurie                        | Courses | Victoires | Pole positions | Meilleurs tours | Podiums | Points | Classement |
| ------ | ------------------------------------------------ | ----------------------------- | ------- | --------- | -------------- | --------------- | ------- | ------ | ---------- |
| 2023   | Championnat d'Italie de Formule 4                | Prema Powerteam               | 6       | 0         | 0              | 0               | 0       | 1      | 24e        |
| 2023   | Formule 4 UAE Trophy Round                       | Prema Powerteam               | 2       | 0         | 0              | 0               | 0       | N/A    | 6e         |
| 2024   | Championnat des Émirats arabes unis de Formule 4 | Mumbai Falcons Racing Limited | 14      | 1         | 1              | 1               | 4       | 105    | 6e         |
| 2024   | Championnat d'Italie de Formule 4                | Prema Powerteam               | 21      | 0         | 1              | 0               | 6       | 176    | 5e         |
| 2024   | Championnat d'Euro 4                             | Prema Powerteam               | 9       | 1         | 0              | 1               | 1       | 49     | 9e         |
| 2025   | Championnat du Moyen-Orient de Formule 4         | R-ace GP                      | 15      | 5         | 4              | 2               | 9       | 281    | 2e         |
| 2025   | Championnat d'Italie de Formule 4                | R-ace GP                      | 14      | 2         | 2              | 1               | 4       | 125    | 4e         |
| 2025   | Championnat d'Euro 4                             | R-ace GP                      | 3       | 0         | 0              | 0               | 0       | 14     | 8e         |

### Championnat d'Italie de Formule 4
(Les courses en gras indiquent une pole position) (Les courses en Italiques indiquent un meilleur tour)
| Saison | Ecurie       | 1       | 2     | 3       | 4         | 5        | 6       | 7        | 8     | 9       | 10      | 11      | 12      | 13      | 14      | 15       | 16      | 17       | 18       | 19        | 20       | 21       | 22       | Pos. | Points |
| ------ | ------------ | ------- | ----- | ------- | --------- | -------- | ------- | -------- | ----- | ------- | ------- | ------- | ------- | ------- | ------- | -------- | ------- | -------- | -------- | --------- | -------- | -------- | -------- | ---- | ------ |
| 2023   | Prema Racing | IMO 1   | IMO 2 | IMO 3   | IMO 4     | MIS 1    | MIS 2   | MIS 3    | SPA 1 | SPA 2   | SPA 3   | MNZ 1   | MNZ 2   | MNZ 3   | LEC 1   | LEC 2    | LEC 3   | MUG 1 28 | MUG 2 18 | MUG 3 Abd | VLL 1 14 | VLL 2 22 | VLL 3 10 | 24e  | 1      |
| 2024   | Prema Racing | MIS 1 2 | MIS 2 | MIS 3 2 | IMO 1 Abd | IMO 2 29 | IMO 3 4 | VLL 1 19 | VLL 2 | VLL 3 2 | MUG 1 5 | MUG 2 6 | MUG 3 8 | LEC 1 4 | LEC 2 9 | LEC 3 27 | CAT 1 4 | CAT 2 7  | CAT 3 8  | MNZ 1 36  | MNZ 2 10 | MNZ 3    |          | 5e   | 176    |

### Championnat des Émirats arabes unis / du Moyen-Orient de Formule 4
(Les courses en gras indiquent une pole position) (Les courses en Italiques indiquent un meilleur tour)
| Saison | Ecurie                        | 1          | 2         | 3         | 4        | 5        | 6         | 7         | 8        | 9        | 10       | 11       | 12        | 13       | 14        | 15        | Pos. | Points |
| ------ | ----------------------------- | ---------- | --------- | --------- | -------- | -------- | --------- | --------- | -------- | -------- | -------- | -------- | --------- | -------- | --------- | --------- | ---- | ------ |
| 2024   | Mumbai Falcons Racing Limited | YMC1 1 4   | YMC1 2 10 | YMC1 3 14 | YMC2 1 2 | YMC2 2 6 | YMC2 3 23 | DUB1 1 10 | DUB1 2 1 | DUB1 3 8 | YMC3 1 3 | YMC3 2 7 | YMC3 3 23 | DUB2 1 3 | DUB2 2 11 | DUB2 3 Np | 6e   | 105    |
| 2025   | R-ace GP                      | YMC1 1 27† | YMC1 2 4  | YMC1 3 12 | YMC2 1 4 | YMC2 2 3 | YMC2 3    | DUB 1 9   | DUB 2 1  | DUB 3 1  | YMC3 1 2 | YMC3 2 3 | YMC3 3 1  | LUS 1 5  | LUS 2 1   | LUS 3 1   | 2e   | 281    |

### Championnat d'Euro 4
(Les courses en gras indiquent une pole position) (Les courses en Italiques indiquent un meilleur tour)
| Saison | Ecurie       | 1       | 2         | 3        | 4       | 5        | 6       | 7     | 8       | 9        | Pos. | Points |
| ------ | ------------ | ------- | --------- | -------- | ------- | -------- | ------- | ----- | ------- | -------- | ---- | ------ |
| 2024   | Prema Racing | MUG 1 9 | MUG 2 Abd | MUG 3 21 | RBR 1 8 | RBR 2 13 | RBR 3 5 | MNZ 1 | MNZ 2 6 | MNZ 3 14 | 9e   | 49     |

### Championnat d'Espagne de Formule 4
(Les courses en gras indiquent une pole position) (Les courses en Italiques indiquent un meilleur tour)
| Saison | Ecurie           | 1     | 2     | 3     | 4     | 5     | 6     | 7     | 8     | 9     | 10    | 11    | 12    | 13    | 14    | 15    | 16    | 17    | 18    | 19    | 20    | 21    | Pos. | Points |
| ------ | ---------------- | ----- | ----- | ----- | ----- | ----- | ----- | ----- | ----- | ----- | ----- | ----- | ----- | ----- | ----- | ----- | ----- | ----- | ----- | ----- | ----- | ----- | ---- | ------ |
| 2025   | Saintéloc Racing | ARA 1 | ARA 2 | ARA 3 | NAV 1 | NAV 2 | NAV 3 | POR 1 | POR 2 | POR 3 | LEC 1 | LEC 2 | LEC 3 | JER 1 | JER 2 | JER 3 | CRT 1 | CRT 2 | CRT 3 | CAT 1 | CAT 2 | CAT 3 | *    | *      |